# Stéphanie Villedrouin
Stéphanie Balmir Villedrouin (ur. 29 marca 1982 w Caracas) – haitańska polityk, minister turystyki.

## Życiorys
Jest córką Alixa Balmira i Gladys Sajous du Bousquet. Oboje są mulatami o jasnej karnacji. Stephanie urodziła się w Caracas w czasie, gdy jej ojciec pełnił funkcję ambasadora Haiti w Wenezueli. Był on także ambasadorem Haiti w Kolumbii, gdzie Villedrouin spędziła pierwsze cztery lata swojego dzieciństwa. Po upadku reżimu Jean-Claude’a Duvaliera w 1986 roku, wróciła wraz z rodziną na Haiti. Uczyła się w Collège Saint-François d’Assise w Port-au-Prince, następnie studiowała na Pontificia Universidad Católica Madre y Maestra w Santiago na Dominikanie. Od 13 października 2011 pełni funkcję ministra turystyki.